# Romano Fenati
Romano Fenati (* 15. Januar 1996 in Ascoli Piceno) ist ein ehemaliger italienischer Motorradrennfahrer, der zuletzt in der Moto3-Klasse beim Rivacold Snipers Racing Team unter Vertrag stand.
Seinen größten Erfolg erreichte er in der Saison 2017, als er in der Moto3 hinter dem späteren MotoGP-Weltmeister Joan Mir Vizeweltmeister wurde.

## Karriere
Im Alter von sieben Jahren begann Fenati 2003, auf einem Pocket Bike Rennen zu fahren. 2010 debütierte er in der italienischen 125-cm³-Klasse und erreichte in seiner ersten Saison den dreizehnten Gesamtrang. Ein Jahr später wurde er Europameister in der 125-cm³-Klasse.

### Motorrad-Weltmeisterschaft

#### Moto3-Klasse (2012–2017)
2012 stieg Fenati in die Moto3-Klasse der Motorrad-WM ein. Er fuhr im Team Italia FMI auf einer FTR-Honda. Seinen ersten Sieg erzielte er beim zweiten Saisonrennen in Spanien auf dem Circuito de Jerez. Dadurch übernahm er auch die WM-Führung und ist mit 16 Jahren und 105 Tagen der bis heute der jüngste WM-Führende in der Motorrad-Weltmeisterschaft. Am Ende der Saison belegte er mit vier Podestplätzen den sechsten Gesamtrang.
Die Saison 2013 bestritt er für das Team San Carlo Team Italia, ebenfalls mit einer Honda. Die Saison verlief weniger erfolgreich, seine beste Platzierung war ein fünfter Rang beim Großen Preis von Japan in Motegi. Die Saison schloss er auf dem zehnten Gesamtrang ab.

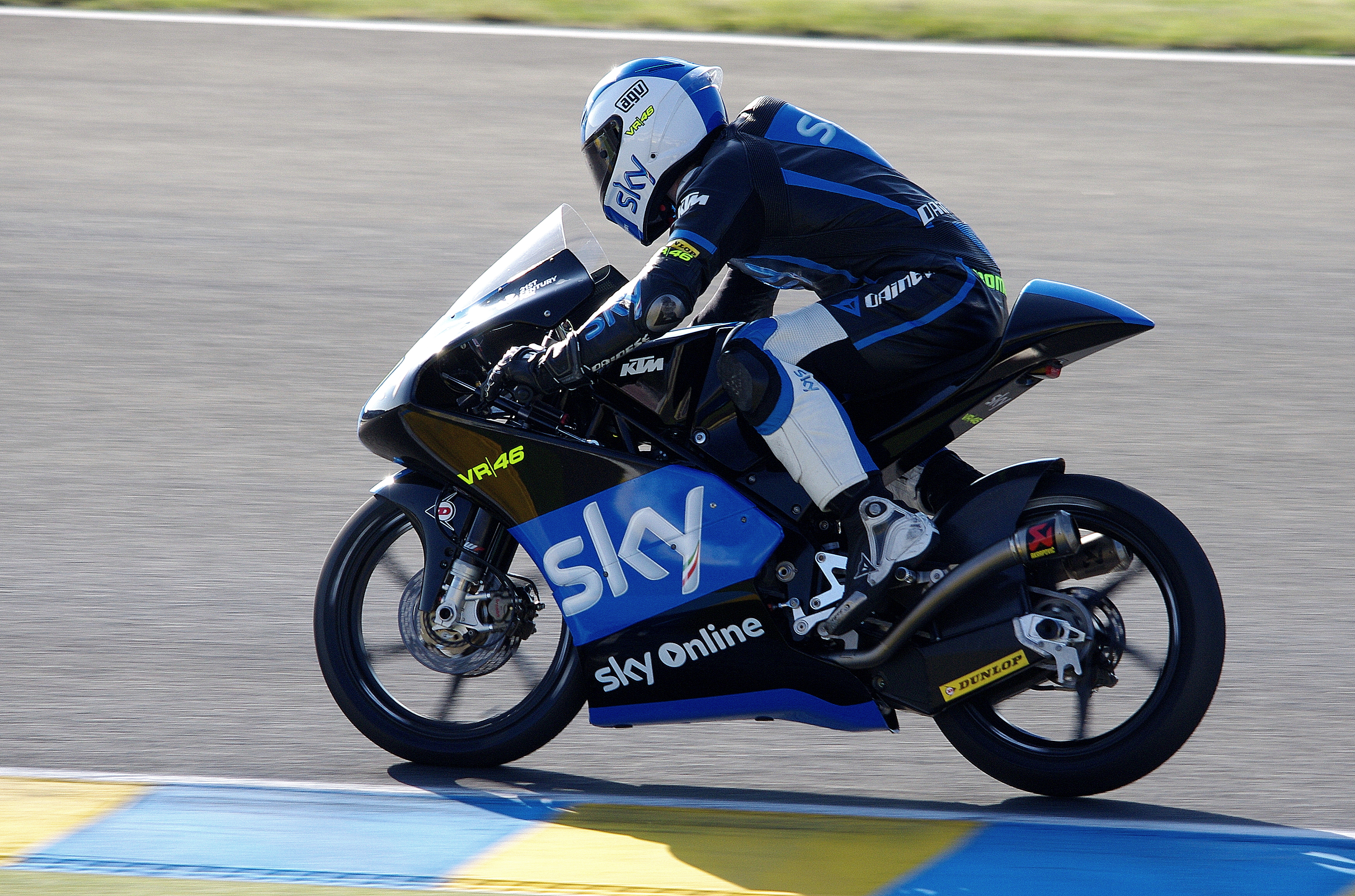
Romano Fenati in Le Mans zur Motorrad-WM 2014

2014 wechselte er in Valentino Rossis Sky Racing Team by VR46, wo er an der Seite von Francesco Bagnaia eine KTM fuhr. Mit vier Siegen und zwei zweiten Plätzen belegte Fenati am Ende den fünften Gesamtrang.
Fenati blieb auch 2015 beim Sky Racing Team by VR46, er bekam mit Andrea Migno einen neuen Teamkollegen. Beim Großen Preis von Japan erzielte er seine erste Pole-Position in der Moto3-Klasse. Mit einem Sieg in Frankreich und insgesamt drei Podestplatzierungen belegte er am Ende der Saison den vierten Gesamtrang.
Auch 2016 fuhr Fenati für das Team von Valentino Rossi. Neben seinem letztjährigen Teamkollegen Migno startete dort in dieser Saison auch Nicolò Bulega. Nachdem Fenati sich, laut seinem Team, mehrfach nicht den disziplinarischen Regeln des Teams entsprechend verhalten haben soll, wurde er nach der Qualifikation zum Großen Preis von Österreich suspendiert. Bis zu diesem Vorfall war von seinem ehemaligen Team Sky Racing Team by VR46 angedacht, Fenati ab 2017 in der Moto2-Klasse antreten zu lassen. An seiner Stelle stieg sein Landsmann Francesco Bagnaia aus der Moto3-Klasse auf.
Fenati selbst fuhr 2017 erneut in der Moto3. Er unterschrieb beim Team Marinelli Rivacold Snipers und fuhr dort eine Honda.

#### Moto2-Klasse (2018)
2018 wechselte Fenati in die Moto2-Klasse, zusammen mit seinem Team, welches in die Moto2 aufstieg. Da seine langjährige Startnummer 5 bereits durch Andrea Locatelli vergeben war, wechselte der Italiener zur Nummer 13. Beim Großen Preis von San Marino 2018 griff Fenati während des Rennens bei einer Geschwindigkeit von 217 km/h zum Lenker seines Konkurrenten Stefano Manzi und betätigte den Hebel der Vorderradbremse. Dafür wurde er für das Rennen disqualifiziert und später für zwei Rennen gesperrt. Namhafte Rennfahrer wie Cal Crutchlow und Pol Espargaró hatten weit härtere Strafen gefordert. Sein Team Marinelli Snipers Moto2 kündigte ihm kurz danach. Der erst unlängst geschlossene Moto2-Vertrag zwischen Romano Fenati und dem Forward Racing Team für die Saison 2019 wurde auf Betreiben des Motorradausrüsters MV Agusta ebenfalls aufgelöst. Am 11. September 2018 kündigte Fenati sein vorläufiges Karriereende an. Zeitweise drohten ihm durch die italienische Staatsanwaltschaft Ermittlungen wegen versuchten Mordes.

#### Moto3-Klasse (2019–2021)
2019 bekam Fenati einen Platz im Snipers Team in der Moto3-Klasse. Da sowohl die 5 als auch die 13 bereits besetzt waren, verwendete er die 55 als neue Startnummer. Er gewann im selben Jahr den Großen Preis von Österreich. Dennoch war es eine schwierige Saison, die er lediglich als 16. abschloss.
2020 wechselte der Italiener zu Max Biaggis Sterilgarda Max Racing Team. Er ging damit auf einer Husqvarna an den Start. Sein Teamkollege war der Spanier Alonso López. Fenati gewann den Großen Preis der Emilia-Romagna und fuhr damit Husqvarnas ersten Moto3-Sieg ein. Dies war zudem sein zwölfter Moto3-Sieg, womit er der erfolgreichste Moto3-Pilot ist. Fenati wurde WM-14. mit 77 Punkten.
Auch 2021 verblieb Fenati bei Max Racing. Sein neuer Teamkollege war der 17-jährige Adrián Fernández, den Fenati klar in den Schatten stellte, indem er die Saison mit einem Sieg, drei Pole-Positions sowie vier weiteren Podestplätzen auf dem fünften Rang mit 160 Punkten abschloss. Fenati holte lediglich beim Großen Preis von San Marino in Misano keine Punkte, als er in Führung liegend stürzte, nachdem er von Startplatz eins aus ins Rennen ging. Seinen einzigen Sieg in Silverstone holte er sich in äußerst dominanter Manier, als er auf dem Weg zu seinem dreizehnten und gleichzeitig letzten Grand-Prix-Sieg alle drei Trainingssessions sowie das Qualifying und folgerichtig das Rennen für sich entschied. Darüber hinaus führte er jede Runde des Rennens an, was sein äußerst gelungenes Wochenende abrunden sollte.

#### Moto2-Klasse (2022)
Aufgrund seiner guten Leistungen in der Moto3-Klasse wurde Fenati von Luca Boscoscuro für sein Speed Up Racing-Team für die Moto2-Saison 2022 unter Vertrag genommen. Diese Zusammenarbeit entpuppte sich allerdings als ein kurzes Intermezzo, als sich die Wege nach lediglich sechs Saisonrennen aufgrund von enttäuschenden Leistungen trennten. Fenatis bestes Resultat war ein elfter Platz beim Großen Preis von Portugal, allerdings war das Rennen beeinträchtigt von einem Restart, nachdem sämtliche Fahrer aus der Spitzengruppe aufgrund einsetzendem Regen stürzten und es während der roten Flagge nicht geschafft hatten, rechtzeitig in die Boxengasse zurückzukehren, um am Restart teilnehmen zu können. Fenati beendete die Saison mit sieben Punkten auf WM-Rang 27.

#### Moto3-Klasse (2023)
Nachdem wie schon im Jahre 2018 seine zweite Moto2-Saison enttäuschend verlief, wagte er ein zweites Mal den Schritt zurück in die kleinste Klasse, wo er nach drei Jahren zum Snipers-Team zurückkehrte. Allerdings verlief auch seine Rückkehr in die Moto3-Klasse eher ernüchternd, als er in insgesamt 15 Rennen lediglich siebenmal in die Punkte fuhr (bestes Ergebnis war ein achter Rang bei der Dutch TT in Assen). Passend zu seiner enttäuschenden Saison kam indes eine Fußverletzung beim Großen Preis von Indien hinzu, was dazu führte, dass er dieses sowie die vier aufeinanderfolgenden Rennwochenenden verletzungsbedingt aussetzen musste. Am Ende holte Fenati 35 Punkte und beendete die Saison auf Rang 20 in der Weltmeisterschaft. Die Saison 2023 sollte außerdem seine letzte Saison in der Moto3-Klasse werden, da er zu Beginn der Saison 2024 das Alterslimit von 28 Jahren überschritten hatte und demzufolge nicht mehr in der Moto3-Klasse fahren darf.

## Statistik

### Erfolge
- 2011 – 125-cm³-Europameister auf Aprilia
- 13 Grand-Prix-Siege

### In der Motorrad-Weltmeisterschaft
(Stand: Saisonende 2023)
| Saison | Klasse | Team                        | Motorrad   | Rennen | Siege | Zweiter | Dritter | Poles | Schn. Runden | Punkte | Ergebnis |
| ------ | ------ | --------------------------- | ---------- | ------ | ----- | ------- | ------- | ----- | ------------ | ------ | -------- |
| 2012   | Moto3  | Team Italia FMI             | FTR-Honda  | 17     | 1     | 2       | 1       | –     | 2            | 136    | 6.       |
| 2013   | Moto3  | San Carlo Team Italia       | FTR-Honda  | 17     | –     | –       | –       | –     | –            | 73     | 10.      |
| 2014   | Moto3  | Sky Racing Team by VR46     | KTM        | 18     | 4     | 2       | –       | –     | 3            | 176    | 5.       |
| 2015   | Moto3  | Sky Racing Team by VR46     | KTM        | 18     | 1     | –       | 2       | 1     | 1            | 176    | 4.       |
| 2016   | Moto3  | Sky Racing Team by VR46     | KTM        | 9      | 1     | 1       | –       | 2     | 2            | 93     | 10.      |
| 2017   | Moto3  | Marinelli Rivacold Snipers  | Honda      | 18     | 3     | 5       | –       | 1     | 3            | 248    | 2.       |
| 2018   | Moto2  | Marinelli Snipers Moto2     | Kalex      | 12     | –     | –       | –       | –     | –            | 14     | 21.      |
| 2019   | Moto3  | Snipers Team                | Honda      | 16     | 1     | –       | –       | –     | 1            | 76     | 16.      |
| 2020   | Moto3  | Sterilgarda Max Racing Team | Husqvarna  | 15     | 1     | –       | –       | –     | 1            | 77     | 14.      |
| 2021   | Moto3  | Sterilgarda Max Racing Team | Husqvarna  | 18     | 1     | 1       | 2       | 3     | 1            | 160    | 5.       |
| 2022   | Moto2  | Lightech Speed Up           | Boscoscuro | 6      | –     | –       | –       | –     | –            | 7      | 27.      |
| 2023   | Moto3  | Rivacold Snipers Team       | Honda      | 15     | –     | –       | –       | –     | –            | 35     | 20.      |
| Gesamt | Gesamt | Gesamt                      | Gesamt     | 179    | 13    | 11      | 5       | 7     | 14           | 1271   |          |

Grand-Prix-Siege
| Saison | Klasse | Rennen                                |
| ------ | ------ | ------------------------------------- |
| 2012   | Moto3  | Spanien                               |
| 2014   | Moto3  | Argentinien Spanien Italien Aragonien |
| 2015   | Moto3  | Frankreich                            |
| 2016   | Moto3  | USA-Texas                             |
| 2017   | Moto3  | USA-Texas San Marino Japan            |
| 2019   | Moto3  | Osterreich                            |
| 2020   | Moto3  | Emilia-Romagna                        |
| 2021   | Moto3  | Vereinigtes Konigreich                |

Einzelergebnisse
| Saison | 1        | 2           | 3           | 4          | 5          | 6                      | 7           | 8              | 9                  | 10                     | 11           | 12                     | 13         | 14         | 15        | 16             | 17         | 18         | 19       | 20       | 21       |
| ------ | -------- | ----------- | ----------- | ---------- | ---------- | ---------------------- | ----------- | -------------- | ------------------ | ---------------------- | ------------ | ---------------------- | ---------- | ---------- | --------- | -------------- | ---------- | ---------- | -------- | -------- | -------- |
| 2012   | Katar    | Spanien     | Portugal    | Frankreich | Katalonien | Vereinigtes Konigreich | Niederlande | Deutschland    | Italien            | Vereinigte Staaten     | Indianapolis | Tschechien             | San Marino | Aragonien  | Japan     | Malaysia       | Australien | \|\|       |          |          |          |
| 2012   | 2        | 1           | DNF         | DNF        | 9          | 7                      | 12          | 24             | 2                  | [ # 1 ]                | 5            | 8                      | 3          | DNF        | 10        | 20             | 6          | 18         |          |          |          |
| 2013   | Katar    | USA-Texas   | Spanien     | Frankreich | Italien    | Katalonien             | Niederlande | Deutschland    | Vereinigte Staaten | Indianapolis           | Tschechien   | Vereinigtes Konigreich | San Marino | Aragonien  | Malaysia  | Australien     | Japan      | \|\|       |          |          |          |
| 2013   | 15       | DNF         | 9           | 7          | DNF        | 15                     | 14          | 13             | [ # 1 ]            | 9                      | 18           | 12                     | 10         | 8          | 9         | 14             | 5          | 11         |          |          |          |
| 2014   | Katar    | USA-Texas   | Argentinien | Spanien    | Frankreich | Italien                | Katalonien  | Niederlande    | Deutschland        | Indianapolis           | Tschechien   | Vereinigtes Konigreich | San Marino | Aragonien  | Japan     | Australien     | Malaysia   | \|\|       |          |          |          |
| 2014   | 12       | 2           | 1           | 1          | DNF        | 1                      | 5           | 18             | DNF                | 2                      | 11           | 16                     | 11         | 1          | 7         | DNF            | DNF        | 14         |          |          |          |
| 2015   | Katar    | USA-Texas   | Argentinien | Spanien    | Frankreich | Italien                | Katalonien  | Niederlande    | Deutschland        | Indianapolis           | Tschechien   | Vereinigtes Konigreich | San Marino | Aragonien  | Japan     | Australien     | Malaysia   | \|\|       |          |          |          |
| 2015   | DNF      | 8           | 8           | 6          | 1          | 3                      | 8           | 5              | 4                  | 4                      | 6            | 12                     | 4          | 3          | 28        | 6              | 5          | DNF        |          |          |          |
| 2016   | Katar    | Argentinien | USA-Texas   | Spanien    | Frankreich | Italien                | Katalonien  | Niederlande    | Deutschland        | Osterreich             | Tschechien   | Vereinigtes Konigreich | San Marino | Aragonien  | Japan     | Australien     | Malaysia   | \|\|       |          |          |          |
| 2016   | 4        | 20          | 1           | 7          | 2          | DNF                    | 4           | 4              | 18                 | DNS                    |              |                        |            |            |           |                |            |            |          |          |          |
| 2017   | Katar    | Argentinien | USA-Texas   | Spanien    | Frankreich | Italien                | Katalonien  | Niederlande    | Deutschland        | Tschechien             | Osterreich   | Vereinigtes Konigreich | San Marino | Aragonien  | Japan     | Australien     | Malaysia   | \|\| \|\|  |          |          |          |
| 2017   | 5        | 7           | 1           | 2          | DNF        | 13                     | 2           | 2              | 2                  | 2                      | 13           | 7                      | 1          | 10         | 1         | 6              | 7          | 4          |          |          |          |
| 2018   | Katar    | Argentinien | USA-Texas   | Spanien    | Frankreich | Italien                | Katalonien  | Niederlande    | Deutschland        | Tschechien             | Osterreich   | Vereinigtes Konigreich | San Marino | Aragonien  | Thailand  | Japan          | Australien | Malaysia   | \|\|     |          |          |
| 2018   | 24       | 19          | 16          | DNF        | 7          | DNF                    | DNF         | DNF            | 16                 | DNF                    | 11           | C                      | DSQ        |            |           |                |            |            |          |          |          |
| 2019   | Katar    | Argentinien | USA-Texas   | Spanien    | Frankreich | Italien                | Katalonien  | Niederlande    | Deutschland        | Tschechien             | Osterreich   | Vereinigtes Konigreich | San Marino | Aragonien  | Thailand  | Japan          | Australien | Malaysia   | \|\|     |          |          |
| 2019   | 9        | 16          | DNF         | DNF        | DNF        | DNF                    | 7           | 11             | 4                  | 8                      | 1            | DNF                    | DNS        |            |           | DNF            | 12         | 11         | 17       |          |          |
| 2020   | Katar    | Spanien     | Andalusien  | Tschechien | Osterreich | Steiermark             | San Marino  | Emilia-Romagna | Katalonien         | Frankreich             | Aragonien    |                        | Europa     | Valencia   | \|\|      |                |            |            |          |          |          |
| 2020   | 17       | 13          | 12          | 9          | 17         | 17                     | 8           | 1              | 6                  | DNF                    | 4            | 19                     | 13         | 12         | 20        |                |            |            |          |          |          |
| 2021   | Katar    | Katar       | Portugal    | Spanien    | Frankreich | Italien                | Katalonien  | Deutschland    | Niederlande        | Steiermark             | Osterreich   | Vereinigtes Konigreich | Aragonien  | San Marino | USA-Texas | Emilia-Romagna | Portugal   | \|\| \|\|  |          |          |          |
| 2021   | 11       | 10          | 7           | 2          | 10         | 6                      | 11          | 13             | 3                  | 3                      | 5            | 1                      | 14         | DNF        | 12        | 7              | 7          | 12         |          |          |          |
| 2022   | Katar    | Indonesien  | Argentinien | USA-Texas  | Portugal   | Spanien                | Frankreich  | Italien        | Katalonien         | Deutschland            | Niederlande  | Vereinigtes Konigreich | Osterreich | San Marino | Aragonien | Japan          | Thailand   | Australien | Malaysia | Valencia |          |
| 2022   | 15       | 19          | 18          | 15         | 11         | DNF                    |             |                |                    |                        |              |                        |            |            |           |                |            |            |          |          |          |
| 2023   | Portugal | Argentinien | USA-Texas   | Spanien    | Frankreich | Italien                | Deutschland | Niederlande    | Kasachstan         | Vereinigtes Konigreich | Osterreich   | Katalonien             | San Marino | Indien     | Japan     | Indonesien     | Australien | Thailand   | Malaysia | Katar    | Valencia |
| 2023   | 19       | 13          | 16          | 11         | 19         | 17                     | 18          | 8              | C                  | 10                     | 17           | 14                     | 10         | DNS        |           |                |            |            | DNF      | 11       | 16       |

| Legende  | Legende            | Legende                                                          |
| Farbe    | Abkürzung          | Bedeutung                                                        |
| -------- | ------------------ | ---------------------------------------------------------------- |
| Gold     | –                  | Sieg                                                             |
| Silber   | –                  | 2. Platz                                                         |
| Bronze   | –                  | 3. Platz                                                         |
| Grün     | –                  | Platzierung in den Punkten                                       |
| Blau     | –                  | Klassifiziert außerhalb der Punkteränge                          |
| Violett  | DNF                | Rennen nicht beendet (did not finish)                            |
| Violett  | NC                 | nicht klassifiziert (not classified)                             |
| Rot      | DNQ                | nicht qualifiziert (did not qualify)                             |
| Rot      | DNPQ               | in Vorqualifikation gescheitert (did not pre-qualify)            |
| Schwarz  | DSQ                | disqualifiziert (disqualified)                                   |
| Weiß     | DNS                | nicht am Start (did not start)                                   |
| Weiß     | WD                 | zurückgezogen (withdrawn)                                        |
| Hellblau | PO                 | nur am Training teilgenommen (practiced only)                    |
| Hellblau | TD                 | Freitags-Testfahrer (test driver)                                |
| ohne     | DNP                | nicht am Training teilgenommen (did not practice)                |
| ohne     | INJ                | verletzt oder krank (injured)                                    |
| ohne     | EX                 | ausgeschlossen (excluded)                                        |
| ohne     | DNA                | nicht erschienen (did not arrive)                                |
| ohne     | C                  | Rennen abgesagt (cancelled)                                      |
| ohne     | keine WM-Teilnahme |                                                                  |
| sonstige | P/fett             | Pole-Position                                                    |
| sonstige | 1/2/3/4/5/6/7/8    | Punktplatzierung im Sprint-/Qualifikationsrennen                 |
| sonstige | SR/kursiv          | Schnellste Rennrunde                                             |
| sonstige | *                  | nicht im Ziel, aufgrund der zurückgelegten Distanz aber gewertet |
| sonstige | ()                 | Streichresultate                                                 |
| sonstige | unterstrichen      | Führender in der Gesamtwertung                                   |

Anmerkungen
1. 1 2  Kein Rennen in der Moto3-Klasse

Rekorde in der Motorrad-Weltmeisterschaft
- Moto3-Klasse
  - meiste Podestplätze: 29
  - meiste Punkte: 1250